# 33489 Myungjinkim
33489 Myungjinkim este o planetă minoră (asteroid), cu un diametru de 5,967 km, din centura de asteroizi. A fost descoperită pe 10 aprilie 1999 la Stația Anderson Mesa de Lowell Observatory Near-Earth-Object Search și a fost numită după Myung-Jin Kim⁠(d). 
Obiectul prezintă o orbită caracterizată de o semiaxă mare de 2,5459579 UAi, o excentricitate de 0,14, o înclinație de 14,42786 ° în raport cu ecliptica.